# Cooper T60
Chronologie des modèles (1962)
Cooper T58 Cooper T66
La Cooper T60 est une monoplace engagée en Formule 1 en 1962. Apparue au Grand Prix des Pays-Bas 1962, elle fut utilisée toute cette saison par l'équipe officielle. À son volant, Bruce McLaren a remporté le Grand Prix de Monaco et terminé troisième du championnat du monde, l'écurie se classant troisième de la coupe des constructeurs. Hors championnat, McLaren a également remporté le Grand Prix de Reims, hors championnat. Remplacée par la T66 dès 1963, la T60 apparut encore en course les saisons suivantes, engagée par des écuries privées.